# Kabinett Antall

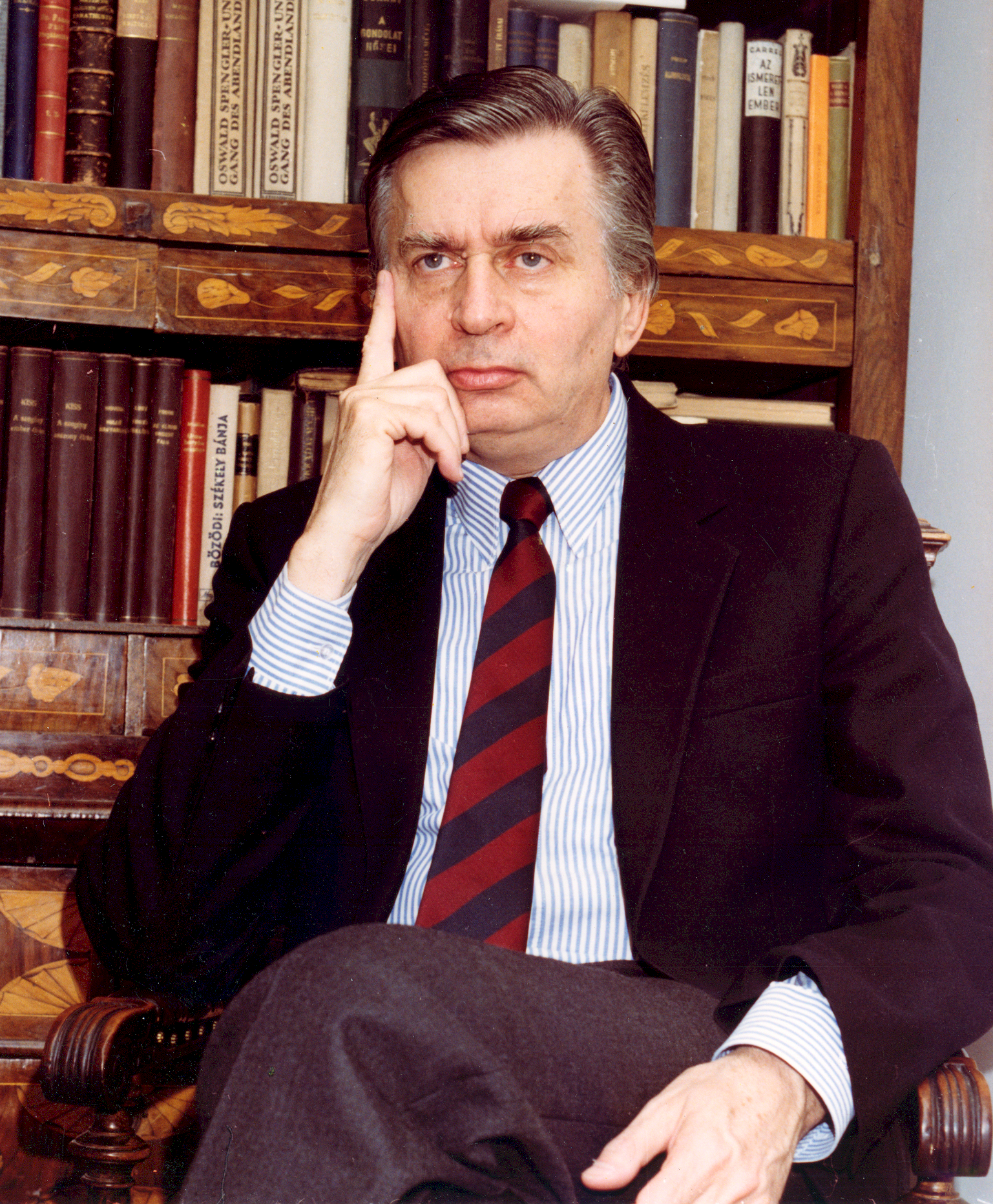
József Antall, 1990

Das Kabinett Antall war die vom 23. Mai 1990 bis 12. Dezember 1993 amtierende Regierung der Republik Ungarn.
Die Parlamentswahl am 25. März (zweite Runde am 8. April 1990) war die erste freie Parlamentswahl seit der Parlamentswahl im November 1945.
Nach der Wahl 1990 bildete eine Koalition von MDF, KDNP und FKgP die erste frei gewählte Regierung Ungarns. 
Nach dem Tod von József Antall am 12. Dezember 1993 übernahm Péter Boross das Amt des Ministerpräsidenten; er bildete das Kabinett Boross (21. Dezember 1993 bis 15. Juli 1994). Nach der Parlamentswahl am 8. Mai 1994 (zweite Runde am 29. Mai) bildete sich dann ein Kabinett unter Gyula Horn.

## Minister
(Quelle:)
| Amt                                                                                   | Name | Partei             |
| ------------------------------------------------------------------------------------- | --- | ------------------ |
| Ministerpräsident                                                                     | József Antall | MDF                |
| Außenminister                                                                         | Géza Jeszenszky | MDF                |
| Innenminister                                                                         | Balázs Horváth (bis 21. Dezember 1990) Péter Boross (ab 21. Dezember 1990)                                                       | MDF MDF            |
| Verteidigungsminister                                                                 | Lajos Für | MDF                |
| Minister für Finanzen                                                                 | Ferenc Rabár (bis 20. Dezember 1990) Mihály Kupa (20. Dezember 1990 bis 11. Februar 1993) Iván Szabó (ab 18. Februar 1993)       | parteilos MDF      |
| Minister für Justiz                                                                   | István Balsai | MDF                |
| Minister für Soziales                                                                 | László Surján | KDNP               |
| Minister für Wirtschaft und Handel                                                    | Péter Ákos Bod (bis 9. Dezember 1991) Iván Szabó (9. Dezember 1991 bis 24. Februar 1993) János Latorcai (ab 24. Februar 1993)    | MDF MDF KDNP       |
| Agrarminister                                                                         | Ferenc József Nagy (bis 16. Januar 1991) Elemér Gergátz (16. Januar 1991 bis 22. Februar 1993) János Szabó (ab 22. Februar 1993) | FKgP EKgP          |
| Arbeitsminister                                                                       | Sándor Győriványi (bis 16. Januar 1991) Gyula Kiss (ab 16. Januar 1991)                                                          | FKgP EKgP          |
| Minister für Kultur und Bildung                                                       | Bertalan Andrásfalvy (bis 22. Februar 1993) Ferenc Mádl (ab 22. Februar 1993)                                                    | MDF parteilos      |
| Minister für Verkehr, Kommunikation und Wasser                                        | Csaba Siklós (bis 22. Februar 1993) György Schamschula (ab 22. Februar 1993)                                                     | MDF MDF            |
| Minister für Umweltschutz und regionale Entwicklung                                   | Sándor K. Keresztes (bis 22. Februar 1993) János Gyurkó (ab 22. Februar 1993)                                                    | MDF MDF            |
| Minister für nationale Wirtschaftsbeziehungen                                         | Béla Kádár | MDF                |
| Minister ohne Geschäftsbereich für Nachrichtendienste                                 | Péter Boross (bis 21. Dezember 1991) András Gálszécsy (21. Dezember 1991 bis 29. Februar 1992) Tibor Füzessy (ab 18. Juni 1992)  | MDF parteilos KDNP |
| Minister ohne Geschäftsbereich für Entschädigungen                                    | Jenő Gerbovits (bis 16. Januar 1991) Ferenc József Nagy (ab 16. Januar 1991)                                                     | FKgP EKgP          |
| Minister ohne Geschäftsbereich für Privatisierung                                     | Tamás Szabó | MDF                |
| Minister ohne Geschäftsbereich für Bankangelegenheiten (am 23. Januar 1991 aufgelöst) | Katalin Botos | MDF                |